# Túnez en los Juegos Olímpicos de Pekín 2008
Túnez estuvo representado en los Juegos Olímpicos de Pekín 2008 por un total de 26 deportistas, 14 hombres y 12 mujeres, que compitieron en 10 deportes.
El portador de la bandera en la ceremonia de apertura fue el yudoca Anis Chedli.

## Medallistas
El equipo olímpico tunecino obtuvo las siguientes medallas:
| Nombre       | Deporte  | Competición    |
| ------------ | -------- | -------------- |
| Oro          |          |                |
| Usama Meluli | Natación | 1500 m libre M |
| Plata        |          |                |
| —            |          |                |
| Bronce       |          |                |
| —            |          |                |